# Plouguernével
Plouguernével är en kommun i departementet Côtes-d'Armor i regionen Bretagne i nordvästra Frankrike. Kommunen ligger i kantonen Rostrenen som tillhör arrondissementet Guingamp. År 2022 hade Plouguernével 1 602 invånare.

## Befolkningsutveckling
Antalet invånare i kommunen Plouguernével
Referens:INSEE